# Sitticus karakumensis
Sitticus karakumensis là một loài nhện trong họ Salticidae.
Loài này thuộc chi Sitticus. Sitticus karakumensis được Dmitri Viktorovich Logunov miêu tả năm 1992.